# Politisches System Tschechiens

Das Große Staatswappen

Die Tschechische Republik ist eine parlamentarische Republik. Die Verfassung teilt die Macht im Staat in die Legislative, Exekutive und Judikative. Die Legislative besteht aus den zwei Kammern des Parlaments: dem Abgeordnetenhaus und dem Senat, die Exekutive aus dem Präsidenten, der Regierung und der Staatsanwaltschaft und die Judikative aus dem Verfassungsgericht und den allgemeinen Gerichten. Abgeordnetenhaus, Senat und Präsident werden direkt gewählt. Staatsoberhaupt ist der Präsident.

## Staatliche Institutionen

Politisches System Tschechiens

### Legislative

#### Parlament
Das Parlament ist der einzige Träger legislativer Gewalt. Es besteht aus zwei Kammern, dem Abgeordnetenhaus (Poslanecká sněmovna) und dem Senat (Senát), die beide direkt vom Volk gewählt und legitimiert werden. Das Abgeordnetenhaus besteht aus 200 Abgeordneten, der Senat aus 81 Senatoren. Im Abgeordnetenhaus beträgt die Legislaturperiode 4 Jahre, das Mandat wird frei ausgeübt. Die Senatoren haben ein sechsjähriges Mandat, gewählt wird alle zwei Jahre ein Drittel von ihnen. Gleichzeitige Mitgliedschaft in beiden Kammern ist nicht zulässig, demgegenüber ist die Mitgliedschaft im Parlament und gleichzeitig in der Regierung nahezu die Regel.
Aufgabe des Parlaments ist in erster Reihe die Kontrolle der Regierung und die Verabschiedung von Gesetzen. Die Abgeordneten und der Senat als Kammer besitzen selbst ein gesetzgeberisches Initiativrecht (kein ausschließliches). Auch bei manchen internationalen Verträgen ist eine Zustimmung des Parlaments erforderlich. Des Weiteren verkündet das Parlament den Kriegszustand im Falle eines gegnerischen Angriffs oder wenn internationale militärische Bündnisverpflichtungen erfüllt werden müssen.
Die Regierung benötigt nach ihrem Antritt das Vertrauen des Abgeordnetenhauses. Ebenso kann das Abgeordnetenhaus mit einem Misstrauensvotum die Regierung zum Rücktritt zwingen. Die Abgeordneten haben das Recht, die Regierung und ihre Mitglieder zu interpellieren.
Im legislativen Prozess hat der Senat gegenüber dem Abgeordnetenhaus eine relativ schwache Position. Gesetze werden zuerst vom Abgeordnetenhaus verabschiedet. Danach wird der Gesetzesentwurf dem Senat vorgelegt. Bezieht der Senat eine negative Stellung, kann er vom Abgeordnetenhaus mit der absoluten Mehrheit aller Abgeordneten überstimmt werden. Nur in besonders wichtigen Situationen wird die Zustimmung beider Kammern benötigt. In diesen Bereich gehören insbesondere die Verabschiedung von Verfassungsgesetzen, des Wahlgesetzes, die Ausrufung des Kriegszustands oder die Entsendung von Truppen ins Ausland (und bis zum Januar 2013 die Wahl des Präsidenten). In einigen Bereichen entscheidet wiederum der Senat allein (Zustimmung zur Ernennung der Verfassungsrichter, Verfassungsklage gegen den Präsidenten wegen Hochverrats).
Die legislative Tätigkeit des Parlaments wird vom Verfassungsgericht kontrolliert. In bestimmten Krisensituationen kann das Abgeordnetenhaus (nicht aber der Senat) vom Präsidenten aufgelöst werden.

#### Wahl

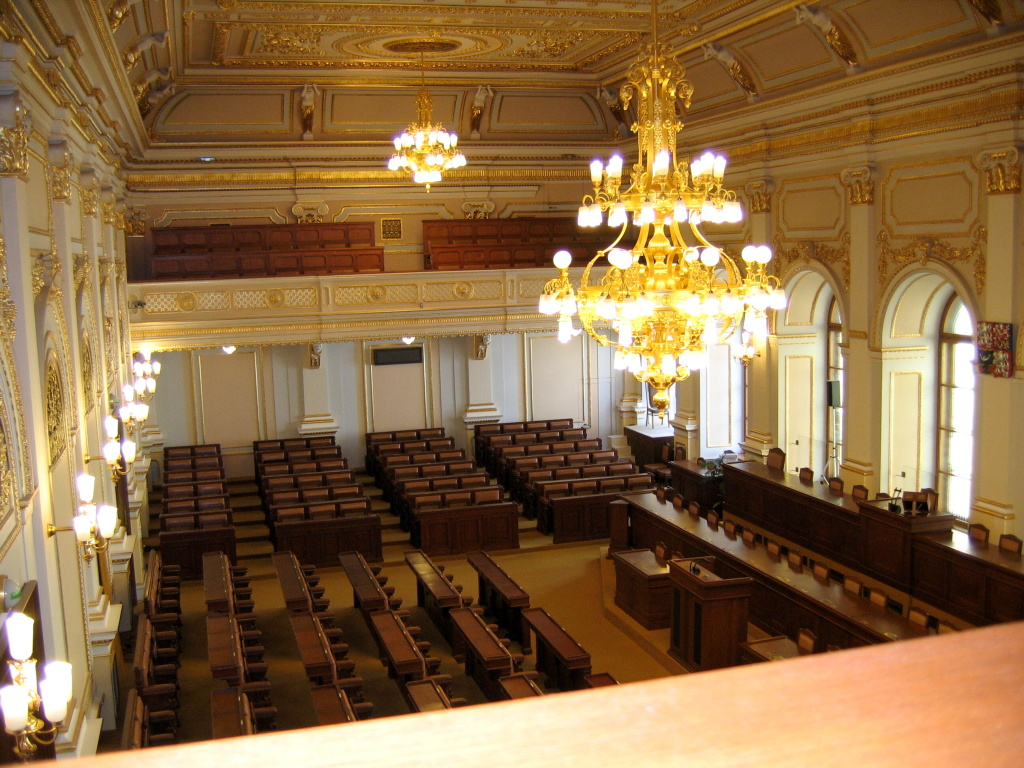
Sitzungssaal des Abgeordnetenhauses

Das Abgeordnetenhaus wird nach dem Verhältniswahlverfahren gewählt. Die politischen Parteien stellen in den Wahlkreisen (die mit den Gebieten der 14 Regionen übereinstimmen) Kandidatenlisten auf. Es gibt eine Sperrklausel von 5 %. Die Stimmen werden nach dem D’Hondt-Verfahren in Mandate umgerechnet. Der Wähler kann zwei Kandidaten eine Präferenzstimme erteilen. Das Mindestalter der Kandidaten ist 21 Jahre. Die Legislaturperiode beträgt 4 Jahre.
Der Senat wird nach dem Mehrheitswahlverfahren gewählt. Der Kandidat, der im betreffenden Wahlkreis im ersten Wahlgang mehr als 50 % der Stimmen erhält, wird zum Senator gewählt. Falls kein Kandidat im ersten Wahlgang die nötige Stimmenzahl erhält, findet ein zweiter Wahlgang statt, an dem die zwei erfolgreichsten Kandidaten des ersten Wahlgangs teilnehmen. Im zweiten Wahlgang genügt eine relative Mehrheit für den Sieg.
Das Mindestalter der Kandidaten beträgt im Fall des Senats 40 Jahre. Die Kandidaten können von politischen Parteien vorgeschlagen und unterstützt werden oder unabhängig kandidieren. Die Legislaturperiode eines Senators beträgt 6 Jahre. Die Wahlen erfolgen im Abstand von zwei Jahren, wobei jeweils in einem Drittel der 81 Wahlkreise gewählt wird. Die Wahlkandidaten sind oft bekannte oder allgemein geachtete Personen des öffentlichen Lebens.
Wahlberechtigt ist jeder Staatsbürger Tschechiens, der das 18. Lebensjahr vollendet hat.

### Exekutive

#### Präsident

Fahne des Präsidenten der Tschechischen Republik

Der Präsident der Tschechischen Republik ist das Staatsoberhaupt und repräsentiert den Staat nach außen. Er wurde bis 2012 von beiden Kammern des Parlaments in einer gemeinsamen Sitzung gewählt. Nach einer Verfassungsänderung wird er in einer Direktwahl vom Volk gewählt. Wahlsieger wird der Kandidat mit der absoluten Mehrheit aller abgegebenen Stimmen. Falls kein Kandidat diese Mehrheit im ersten Wahlgang erhält, folgt in 14 Tagen ein zweiter Wahlgang, an dem die beiden Kandidaten mit den meisten Stimmen teilnehmen. Die Wahlperiode beträgt 5 Jahre, Wiederwahl ist einmal möglich, das Mindestalter der Kandidaten beträgt 40 Jahre.
Der Präsident übt seine Befugnisse teils selbstständig, teils im Zusammenwirken mit der Regierung aus (Gegenzeichnung des Ministerpräsidenten oder eines Regierungsmitglieds). Selbständig ernennt oder enthebt er den Ministerpräsidenten und weitere Regierungsmitglieder, gegebenenfalls nimmt er ihre Demission an. In bestimmten Krisensituationen kann er das Abgeordnetenhaus auflösen. Ohne Gegenzeichnung ernennt er die Richter des Verfassungsgerichtes, den Vorsitzenden des Höchsten Gerichtes, den Präsidenten und Vizepräsidenten der Obersten Aufsichtsbehörde und die Mitglieder des Rates der Tschechischen Nationalbank. Im Legislativverfahren verfügt der Präsident über ein suspensives Veto und kann so einen Gesetzesentwurf an das Parlament zurückleiten (dies gilt nicht im Falle eines Verfassungsgesetzes).
Der Präsident kann ebenfalls anordnen, ein Strafverfahren einzustellen bzw. nicht einzuleiten, des Weiteren Strafen erlassen, mildern oder tilgen. Traditionsgemäß wird der Präsident oft von Bürgern zwecks Durchsetzung ihrer Rechte gegenüber staatlichen Einrichtungen um Hilfe gebeten.
Der Präsident kann nicht strafrechtlich verfolgt werden und ist für seine Amtsführung keinem anderen Verfassungsorgan gegenüber verantwortlich. Er kann ausschließlich wegen Hochverrats angeklagt werden, und zwar vor dem Verfassungsgericht und auf Anklage des Senats. Die einzig mögliche Strafe ist Amtsverlust und Einbuße der Amtstauglichkeit für eine weitere Amtsperiode.

#### Regierung

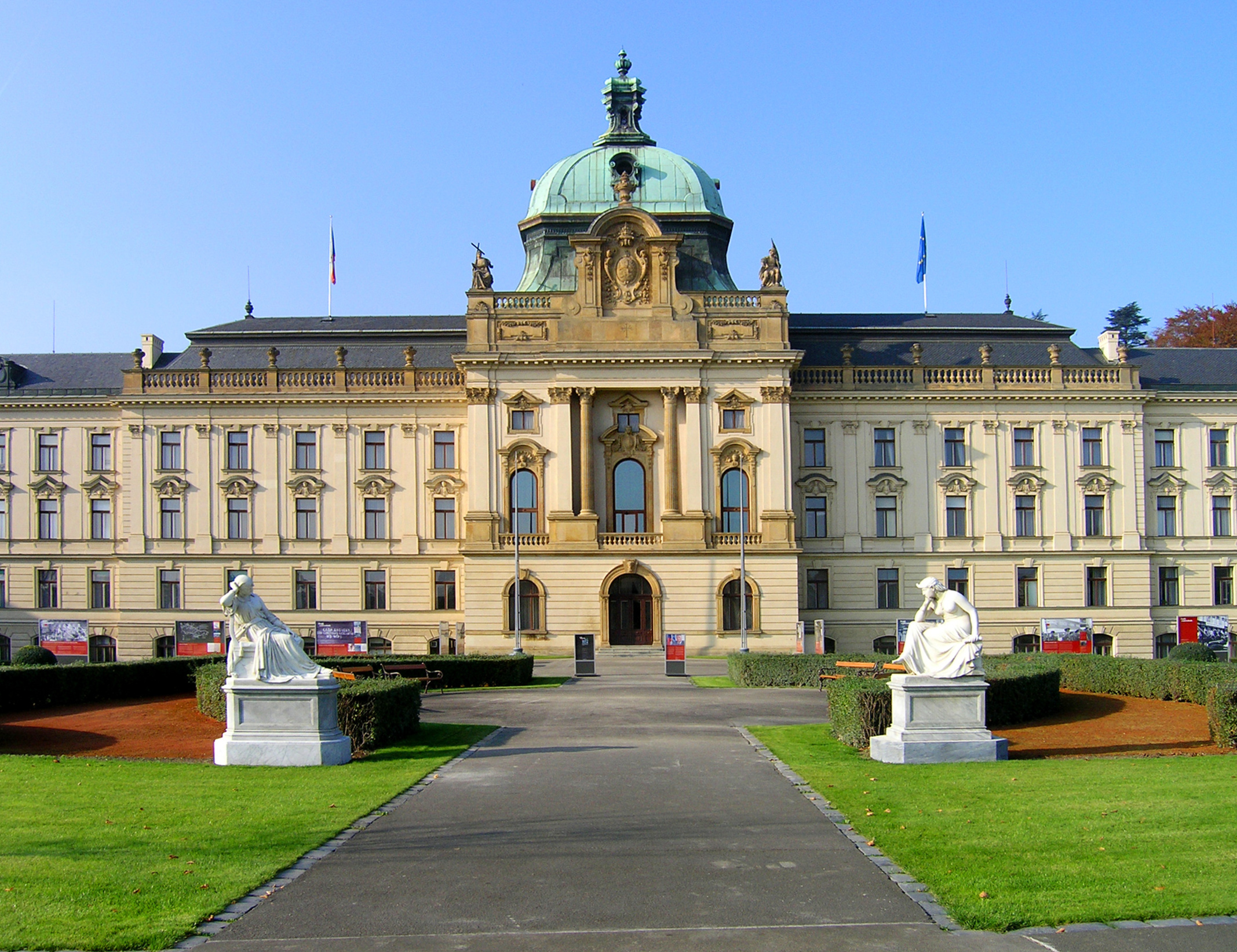
Strakova akademie, der Sitz der Tschechischen Regierung

Die Regierung der Tschechischen Republik (Vláda České republiky) ist das höchste Organ der Exekutive und besteht aus dem Ministerpräsidenten (předseda vlády), den stellvertretenden Ministerpräsidenten und den Ministern. Der Ministerpräsident wird vom Präsidenten der Republik ernannt. Nach seinem Vorschlag ernennt der Präsident daraufhin auch die weiteren Regierungsmitglieder. Die Regierung hat danach dreißig Tage Zeit, sich der Vertrauensabstimmung im Parlament zu unterziehen.
Formal gesehen entscheidet die Regierung als Kollegium, faktisch hat aber der Ministerpräsident großen Einfluss auf den Entscheidungsprozess. Im Rahmen des Legislativverfahrens ist die Regierung der häufigste Vorleger von Gesetzesentwürfen. Die Regierung ist dem Abgeordnetenhaus verantwortlich. Das Abgeordnetenhaus kann die Regierung als Ganzes durch ein Misstrauensvotum zum Rücktritt zwingen.

#### Selbstverwaltung
Der Artikel 99 der tschechischen Verfassung gliedert die Tschechische Republik in Gemeinden (obec), diese sind elementare selbstverwaltende Gebietseinheiten, und in (14) Regionen (kraj), diese sind höhere selbstverwaltende Gebietseinheiten. Die Ämter der Kommunen und Regionen üben in übertragener Form auch die Staatsgewalt aus. Die Bezirke (okres) sind seit 2003 keine Verwaltungseinheiten mehr.

### Judikative

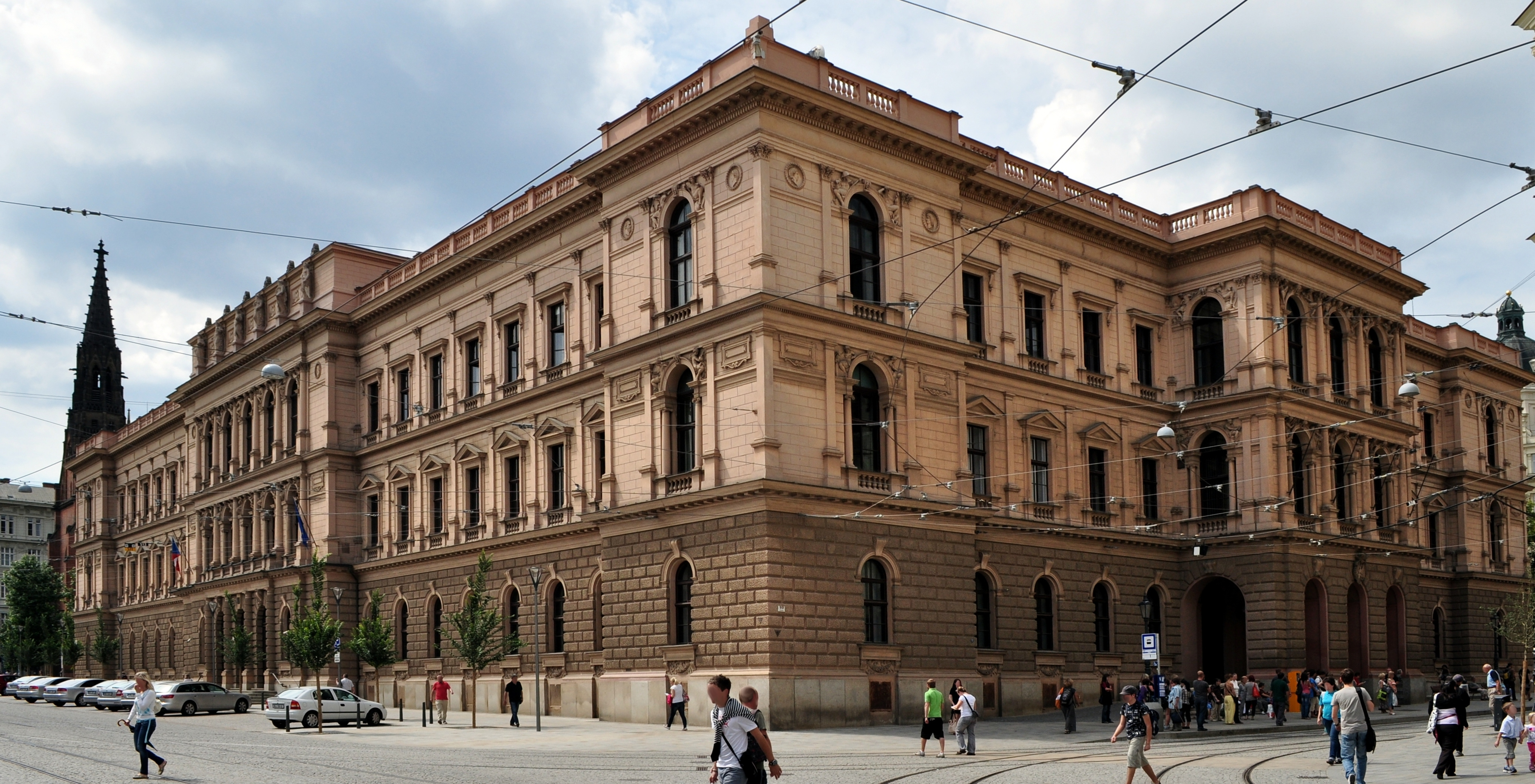
Verfassungsgericht in Brünn

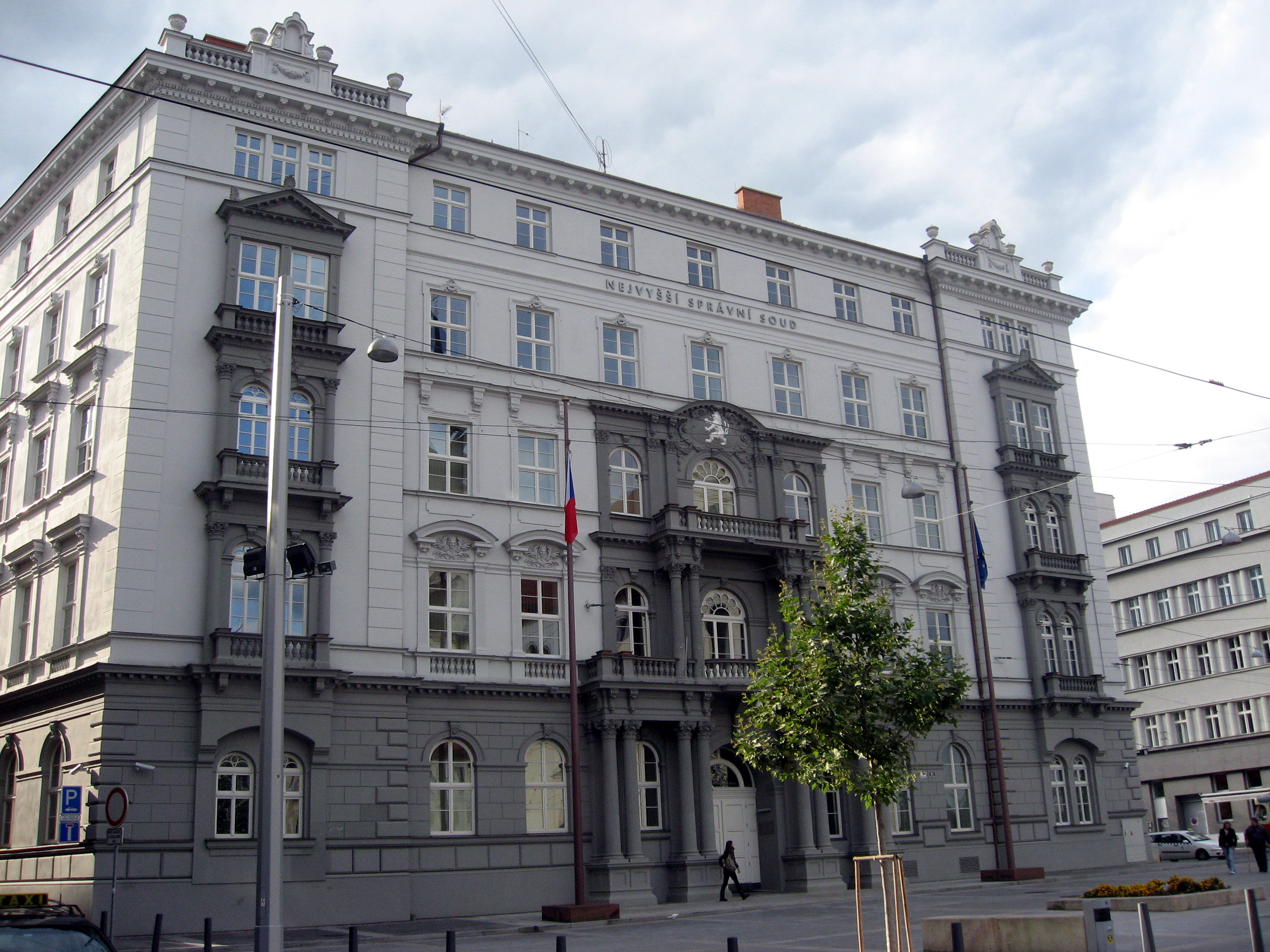
Oberstes Verwaltungsgericht in Brünn

Die Judikative besteht aus dem Verfassungsgericht und einem vierstufigen System allgemeiner Gerichte. Die tschechische Gerichtsbarkeit wird in vier Zweige unterteilt: Verfassungsgerichtsbarkeit, Zivilgerichtsbarkeit, Strafgerichtsbarkeit und Verwaltungsgerichtsbarkeit.

#### Verfassungsgericht
Das Verfassungsgericht der Tschechischen Republik (Ústavní soud České republiky) ist ein unabhängiges Verfassungsorgan und ein spezielles Gericht auf dem Gebiet des Verfassungsrechts. Es stellt fest, ob sich einzelne Gesetze und Rechtsnormen im Einklang mit der Verfassung befinden. Die wichtigste Kompetenz des Gerichts besteht in der Außerkraftsetzung verfassungswidrige Gesetze oder Rechtsnormen. Es verfügt des Weiteren über Kompetenzen im Bereich des Wahlrechts.
Das Gericht besteht aus 15 Richtern, die in vier dreiköpfigen Senaten oder als Plenum Entscheidungen fällen. Die Richter werden vom Präsidenten der Republik mit Zustimmung des Senats des Parlaments auf 10 Jahre ernannt und können nicht abberufen werden. Das Verfassungsgericht befindet sich in Brünn.

#### System der allgemeinen Gerichte
Das System der allgemeinen Gerichte (obecné soudnictví) besteht aus einem vierstufigen Gerichtssystem. Die erste Stufe bilden 81 Bezirksgerichte (okresní soud, in Prag unter der Bezeichnung obvodní soud und in Brünn als Městský soud v Brně). Die zweite Stufe bilden 8 Kreisgerichte (krajský soud, in Prag auch als Městský soud), verteilt in den ehemaligen 7 Kreisen der 1960 entstandenen Kreiseinteilung. Diese Gerichte befinden sich in Ústí nad Labem, Pilsen, České Budějovice, Hradec Králové, Brünn, Ostrava und in Prag (Městský soud v Praze für die Stadt und Krajský soud v Praze für das Umland). Nebenstellen befinden sich in Karlsbad, Pardubice, Olomouc, Liberec, Tábor, Zlín und Jihlava. Die Standorte der Gerichte entsprechen so der heutigen Verwaltungsgliederung. Die dritte Stufe bilden zwei Obergerichte (vrchní soud) in Prag und in Olomouc. An der Spitze stehen das Oberste Gericht (Nejvyšší soud ČR) und das Oberste Verwaltungsgericht (Nejvyšší správní soud), beide mit Sitz in Brünn.
Die Kreisgerichte entscheiden als einzige Gerichte in allen drei Zweigen der Gerichtsbarkeit (Zivil-, Verwaltungs- und Strafsachen). Die Bezirks- und Obergerichte und das Oberste Gericht entscheiden in Zivil- und Strafsachen. In Tschechien existieren derzeit (außer dem Obersten Verwaltungsgericht) keine speziellen Gerichte. Im Jahr 1993 wurden die Militärgerichte und 2000 die drei Bezirkshandelsgerichte in Prag, Brünn und Ostrava abgeschafft.

## Parteien
In Tschechien hat sich ein gemäßigter Pluralismus etabliert. Bis 2010 hatten die liberal-konservative Občanská demokratická strana (ODS) und die sozialdemokratische Česká strana sociálně demokratická (ČSSD) eine dominante Stellung. Weitere etablierte Parteien sind die christlich-demokratische Volkspartei KDU-ČSL und die relativ starke, aber in die Isolation gedrängte Kommunistische Partei (KSČM). Bei den Abgeordnetenhauswahlen 2010 konnte die konservative Neugründung TOP 09, bei den Wahlen 2013 die Protestpartei ANO 2011, und bei den Wahlen 2017 die Piraten sowie die Bürgermeisterpartei STAN ins Abgeordnetenhaus einziehen, sodass sich das Parteienspektrum verbreiterte.
Derzeit im Abgeordnetenhaus vertretene Parteien
- ANO 2011 – Aktion unzufriedener Bürger
- Občanská demokratická strana (ODS) – Demokratische Bürgerpartei
- Česká pirátská strana (Piráti) – Tschechische Piratenpartei
- Svoboda a přímá demokracie (SPD) – Freiheit und direkte Demokratie
- Křesťanská a demokratická unie – Československá strana lidová (KDU-ČSL) – Christliche und Demokratische Union-Tschechoslowakische Volkspartei
- TOP 09 – Tradition, Verantwortung, Wohlstand
- Starostové a nezávislí (STAN) – Bürgermeister und Unabhängige